# Командо (фільм)
Командо (англ. Commando) — американський бойовик 1985 року. Режисер Марк Лестер. У головних ролях Арнольд Шварценеггер та Аліса Мілано.

## Сюжет
Джон Матрікс — полковник спецпризначення у відставці, що колись очолював власний підрозділ. Він полишив службу, щоб спокійно жити в горах зі своєю дочкою Джені. Одного разу, біля Матріксового будинку сідає гелікоптер з колишнім Матріксовим командиром — генералом Франкліном Кербі; він повідомляє Джону, що члени спеціального підрозділу, що він очолював, гинуть один за одним. Кирбі залишає двох охоронців для захисту Матрікса та його дочки, але зловмисники були вже поряд; вони вбили солдатів, а потім викрали Матрікса та Дженні. Матрікс незабаром дізнався, що капітан Бенет, якого колись було виключено з Матріксового загону, ще живий. Бенетова мета в тому, щоб викрасти його дочку, змушуючи Матрікса, щоб він скоїв політично мотивований замах з наказу Аріюса (що називає себе «Ель Prezidente»). Аріюс — колишній диктатор, що його тільки но усунув від влади Матрікс. Тепер він хоче повернутися, щоб керувати військовою хунтою в своїй рідній країні, Валь-Верде. Матрікс приймає завдання через загрозу, що його дочку буде вбито.
Сівши в літак, що має доставити його в пункт призначення для реалізації завдання, Матрікс убиває Енрике, якому призначено стати його контролером і вистрибує з літака, щойно злетівши, та падає у приаеродромне болото. Відтак Матрікс установлює таймер на своєму годинникові на 11 годин — час перельоту літака до Вал-Верде. Потім Матрікс змушує стюардесу Сінді, що була в аеропорті, відвезти його автом до ще одного Аріюсового спільника — Салі, й вона зрештою погоджується, коли чує причину (бажання звільнити Матріксову дочку). Їм удається наздогнати Салі й Матрікс убиває його, кинувши з обриву. Знайшовши в Салі ключa, вони поїхали в мотель, де він зупинився разом зі своїм партнером Куком. Коли Кук, колишній зелений берет, заходить у кімнату, внаслідок бійки з Матріксом він гине, так і не сказавши, де Джені.
Визначивши по Кукових паперах, де осів Аріюс, Матрікс вривається в крамницю зброї. Але невдовзі прибуває поліція та заарештовує його. Сінді звільнила його, стрельнувши в поліційний фургон з ракетної устави.
Після захоплення повітряного гідроплану в гавані, що належить Аріюсові, Матрікс та Сінді вирушають на Аріюсів острів. Матрікс дає інструкції про те, як Сідні зв'язатися з генералом Кирбі й потім прямує до Аріюсової вілли. Він залишає Сінді на гідроплані, сказавши щоб та зв'язалася з Кирбі, як почує згуки бою. У битві, що слідує потому, він убиває всю Аріюсову маленьку армію. Після цього в маєтку Матрікс знаходить Аріюса та вбиває його.
Дженні Матріксівна тікає до підвалу, але Бенет знаходить її та бере в заручниці. Відтак Матрікс бореться з Бенетом на ножах. Наприкінці боротьби Матрікс убиває Бенета металевою трубою. Після цього Матрікс виходить з вілли з Дженні на руках і зустрічає генерала Кирбі, що запропонував йому повернутися до проводу своїм загоном, але Матрікс відмовився. Фільм закінчується польотом літака, яким разом відлітають Матрікс, Джені та Сінді.

## У ролях
- Арнольд Шварценеггер — Джон Матрікс, колишній полковник армії США.
- Рей Дон Чонг — Сінді, сперша мимовільна Матріксова помічниця.
- Алісса Мілано — Дженні, дочка Джона Матрікса.
- Джеймс Олсон — генерал Кербі, колишній Матріксів командир.
- Ден Гедая — Аріюс, колишній диктатор Вал-Верде до того, як його скинув новий президент Веласкес.
- Вернон Веллс — Бенет, колишній капітан спеціального загону під Матріксовим проводом, тепер Аріюсів спільник.
- Білл Дюк — Кук, жорстокий Аріюсів найманець та колишній зелений берет.
- Девід Патрік Келлі — Саллі, колишній військовик, тепер працює на Аріюса.

## Цікаві факти
- Полковник Матрікс родом зі Східної Німеччини (НДР)
- Вал-Верде — вигадана латиноамериканська країна, що її використано ще в кількох американських фільмах
- Свою коронну фразу — «Я ще повернуся», Матрікс каже Бенетові в аеропорті, перед тим як його посадять на літак до Вал-Верде
- Шварценеггер казав, що трюки до фільму він виконував сам, проте в кадрах, де Матрікс на ходу стрибає з автокара в аеропорті, та летить, учепившись руками за обірвану надимну трубу, понад атріумом супермаркету — можна побачити, що актора замінює дублер.
- Також його замінює дублер в епізоді, де він стрибає з літака у воду. Його замінює чорношкірий дублер.
- Ще один єпізод, де Саллі збиває його на автомобілі, його замінює дублер, але вже білий.
- Коли Джон Матрікс проривається на територію, де знаходиться його донька, можна споглядати, як від гранати двоє солдатів підриваються і підлітають на дублерських виступах.
- Двох епізодичних персонажів — Аріюсових солдатів — грає один і той самий актор — тільки на початку фільму персонаж білявий, а в кінці волосся в актора — темне